# Мирелеон
Мирелеон (на гръцки: Εκκλησία του Μυρελαίου) в Истанбул, Турция, е бивша византийска източно-православна църква, превърната в джамия от османците. Гръцкото име на някогашната църква сочи за пазеното тук мирово етерично масло – един от даровете при поклонението на влъхвите пред Христос на неговото раждане.
След завземането на Константинопол от османците, църквата е преобразувана в джамия и носи до днес името на нейния преобразувател Месих паша (на турски: Mesih Paşa) и се нарича Бодрум Месих Паша Джамии или на кратко: Бодрум Джамии (на турски: Bodrum Mesih Paşa Camii).

## Местоположение
Красивата византийска постройка днес се намира между модерни жилищни блокове около нея. Тя се намира в квартал „Лалели“ на район Фатих на Истанбул, на един километър западно от руините на Големия дворец на Константинопол.

## История
Няколко години преди 922 г., вероятно по време на войните срещу България под управлението на цар Симеон I, друнгарият Роман I Лакапин си купил къща в девети район на Константинопол, недалеч от брега на Мраморно море, в местността наречена Myrelaion (на гръцки: „мястото на мирото"). След възкачването му на престола, тази сграда се превръща в ядрото на нов императорски дворец, предназначен да оспори величието на съседния Голям дворец на Константинопол, и става частно светилище на рода Лакапини.
Дворецът Мирелеон е построен върху гигантска ротонда от V век с външен диаметър 41,8 м., която е втората по големина в древния свят след Римския пантеон. През Х век ротондата вече не е била използвана и след това е превърната в цистерна (може би от самия Роман I), като за целта е била покрита със сводест покрив, носен от поне 70 колони. В близост до двореца императорът построил църква, която отначало възнамерявал да използва като семейна гробница.
Първият човек, който е погребан там, е съпругата му Теодора, през декември 922 г., последвана от най-големия му син и съимператор Христофор Лакапин, който починал през 931 г. По този начин Роман I прекъсва една шествековна традиция, според която почти всички византийски императори от Константин I нататък били погребвани в църквата на Светите Апостоли в Константинопол.
По-късно императорът превърнал двореца си в женски манастир и след абдикацията и смъртта си в изгнание като монах на остров Проти (на гръцки: Πρώτη, днес на турски: Kınalıada – Къналъада) през юни 948 г., той също е погребан в църквата.
Светилището е опустошено от пожар през 1203 г. по време на Четвъртия кръстоносен поход. Изоставена по време на латинската окупация на Константинопол (т. нар. Латинска империя) (1204 – 1261 г.), сградата е ремонтирана в края на XIII век, в хода на палеологовия ренесанс и възстановяването на Византийската империя под управлението на династията на Палеолозите.
След османското завладяване на Константинопол през 1453 г., Мирелион е превърната в джамия от великия везир Месих паша около 1500 г., по време на управлението на Баязид II. Джамията е кръстена на нейния фундамент (значението на турската дума bodrum е „подземен свод“, „мазе“), но е била известна и под името на нейния основател/преобразувател – Месих Паша. Сградата е повредена отново от пожари през 1784 г. и 1911 г., когато е изоставена.
През 1930 г. при разкопки, водени от Дейвид Талбот Райс, е открита кръглата цистерна. През 1964 – 1965 г. радикална реставрация, ръководена от Археологическия музей в Истанбул, замества почти цялата външна зидария на сградата, и поради това е прекъсната. През 1965 г. две успоредни разкопки, ръководени от историка по изкуство Сесил Л. Стрийкър и от Р. Науман, се фокусират съответно върху нейния фундамент и върху императорския дворец. Сградата е окончателно възстановена през 1986 г., когато е отворена отново като джамия. През 1990 г. цистерната също била реставрирана и в нея се е намирал в продължение на няколко години търговски център. Днес цистерната се използва за молитва от жени.

## Архитектура

### Сграда
Сградата, чиято зидария се състои изцяло от тухли, е построена върху фундаментна конструкция, направена от редуващи се тухли и камък, и има кръстокуполен (или квинкункс) план, с девет метра дълга страна.
Централният неф (naos) е увенчан с купол-чадър, с тамбур, прекъснат от сводести прозорци, което придава на структурата вълнообразен вид. Четирите странични нефа са покрити с цилиндрични сводове. Зданието има притвор в западната си част и светилище в източната. Централният травей на притвора е покрит с купол, а двата странични травея с кръстати сводове. Нефът е преграден от четири стълба, които заместват през османския период първоначалните колони. Много отвори – прозорци, волкси очи и арки – придават светлина на конструкцията.
Външният дизайн на сградата се характеризира с полудъговитеконтрафорси, които съчленяват нейните фасади. Първоначално е съществувал и външен притвор (екзонартекс), но през османския период той е заменен от дървен портик. Сградата има три многоъгълни апсиди. Средната апсида спадат към светилището (вима), докато крайните апсиди принадлежът към двата детелиновидни странични параклиса (пастафории), протезиса и диаконикона.
Османците построили каменно минаре близо до притвора. Първоначално сградата била украсена с мраморна облицовка и мозайки, които са изчезнали напълно. Като цяло джамията Бодрум проявява силни аналогии със северната църква в джамийния комплекс Fenari Isa, който е съставен от две слети някогашни византийски църкви.

### Подземна структура
Подземната структура (основата, фундаментът) за разлика от сградата е сдържана, скромна и груба. Първоначално целта на фундамента е била да издигне църквата на същото ниво като двореца на Лакапин. След реставрацията през Палеология ренесанс, подземната структура е използвана като параклис.
Тази сграда е първият пример за частна погребална църква на византийски император, започвайки така нова традиция, типична за по-късните периоди от владичеството на Комнините и Палеологите. Освен това сградата представлява красив пример за църква с кръстокуполен вид, новият архитектурен тип на средновековната византийска архитектура.
- Интериор на Бодрум джамия
- Таван на Бодрум джамия
- Гледка към фундамента на Бодрум джамия
- Криптата на Бодрум джамия
- Стенопис в криптата в Бодрум джамия